# Koninklijke Nederlandse Krachtsport en Fitnessbond
De Koninklijke Nederlandse Krachtsport en Fitnessbond (KNKF), daarvoor Koninklijke Nederlandse Krachtsport en Fitnessfederatie, is de overkoepelende organisatie van alle krachtsporten in Nederland, waaronder bodybuilding en fitness, gewichtheffen, powerliften, sumo en worstelen. De KNKF telde ca. 8400
leden in 2011. Het bondsbureau is gevestigd in Baarn.
De KNKF is de formele vertegenwoordiger in Nederland van alle takken van krachtsport en tevens aangesloten bij de zeven internationale federaties. Ook is de KNKF lid van NOC*NSF.

## Oprichting
De "Nederlandse Krachtsport Bond" (NKB) onder welke naam de KNKF begon, werd op 12 juli 1903 opgericht. Het initiatief om een bond op te richten kwam voort uit de wanorde die er heerste, daar aan het eind van de 19e en begin van de 20e eeuw iedereen zijn eigen regels hanteerde. De heren Vuurman van Atleten Club Sandow en Bosman van Hercules (beide clubs uit Delft) namen rond 1902 het initiatief om een bond op te richten om zo duidelijke regels op te stellen waar men zich aan kon houden.

## Takken van sport

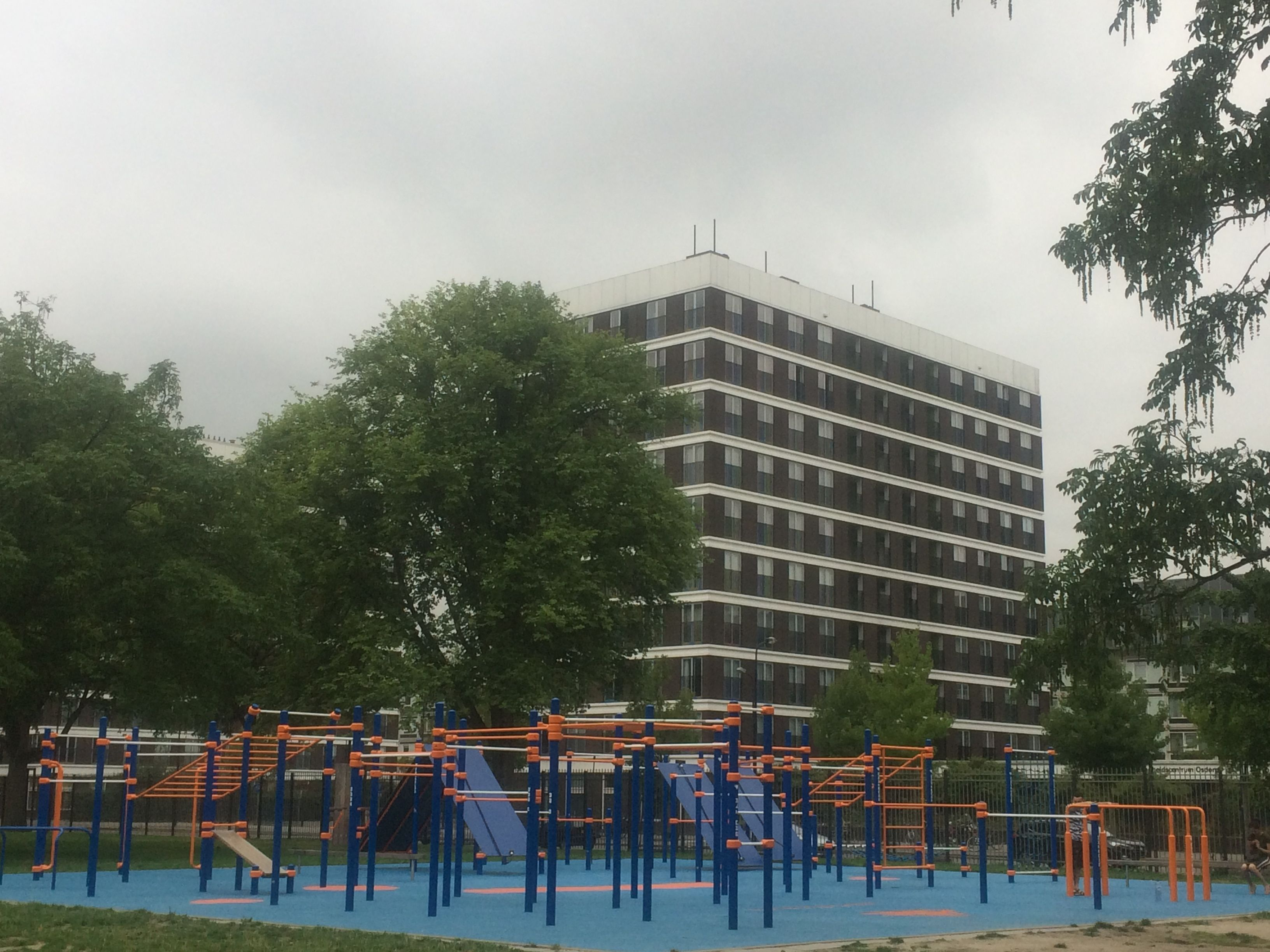
Park in Amsterdam Nieuw-West waar men aan calisthenics kan doen.

Binnen de KNKF worden vijf takken van sport beoefend, alle door zowel mannen als vrouwen. Van de olympische programmaonderdelen zijn dit vrije-stijlworstelen (dames en heren), Griek-Romeins worstelen (heren) en Paralympisch bankdrukken (dames en heren). De niet-olympische sporten zijn powerliften, bankdrukken, squat, deadlift en kettlebelsport.

## Geschiedenis
In 1954 verwierf de NKB het predicaat 'Koninklijk' ter ere van zijn vijftigjarige bestaan. Vanaf toen ging de bond verder onder de naam "Koninklijke Nederlandse Krachtsport Bond".
In de beginperiode waren alleen het worstelen en het gewichtheffen georganiseerd binnen de KNKB. Daar kwam in de jaren zeventig het powerliften bij en in 1999 ook het sumoworstelen en bodybuilding. Hierdoor werd de Koninklijke Nederlandse Krachtsport en Fitnessfederatie (de KNKF) op 1 januari 1999 een feit. Echt compleet werd het pas toen in 2002 ook de Touwtrek Bond zich aansloot en alle krachtsporten in Nederland zich binnen de KNKF verenigd hadden.

### Jubileum
In 2003 vierde de KNKF haar 100-jarig bestaan. Ter gelegenheid hiervan werd dat jaar een jubileumboek uitgegeven onder de titel 100 jaar krachtsport in 17 sterke verhalen. Piet van der Kruk, vijfmaal Nederlands kampioen gewichtheffen en viermaal Nederlands kampioen kogelstoten, schreef hiervoor elf hoofdstukken.

### Omvorming van de KNKF
Door veranderingen in de organisatie structuur van de KNKF is op de federatievergadering van 2 juli 2013 besloten door de aangesloten bonden NOWB, NOGB en NPB om de federatievorm van de KNKF per 1 januari 2014 te ontbinden en verder te gaan als krachtsportbond met diverse sportdisciplines.De Bodybuilding en Fitness bond, Touwtrek bond alsmede de Sumo bond zijn zelfstandig gegaan. Per 1 januari 2016 zijn tot de KNKF toegetreden de Calisthenics bond en Kettlebelsport bond.

## Ledenaantallen
Hieronder de ontwikkeling van het ledenaantal en het aantal verenigingen:
| Jaar | Ledenaantal | Verenigingen |
| ---- | ----------- | ------------ |
| 2019 |             | 75           |
| 2018 |             | 77           |
| 2017 | 6.986       | 74           |
| 2016 | 6.569       | 63           |
| 2015 | 6.254       | 57           |
| 2014 | 6.088       | 52           |
| 2013 | 6.246       | 45           |
| 2012 | 8.381       | 71           |
| 2011 | 8.542       | 72           |
| 2010 | 8.397       | 89           |
| 2009 | 9.212       | 115          |
| 2008 | 4.096       | 115          |
| 2007 | 5.004       | 128          |
| 2006 | 5.156       | 135          |
| 2005 | 5.249       | 145          |
| 2004 | 6.365       | 149          |
| 2003 | 6.149       | 166          |
| 2002 | 8.195       | 162          |
| 2001 |             | 85           |
| 1999 | 2.681       | 34           |
| 1996 | 1.714       | 33           |
| 1993 | 1.924       |              |
| 1990 | 1.063       |              |
| 1987 | 1.275       |              |
| 1984 | 1.644       |              |
| 1981 | 1.468       |              |
| 1978 | 1.346       |              |

## Bestuur
De voormalige bestuursleden van de KNKB waren betrokken bij de oprichting van NOC en NSF.